# ستيفن بنكوفيك
ستيفن بنكوفيك (بالإنجليزية: Stephen J. Benkovic) هو عالم في مجال كيمياء حيوية ولد في في Orange, New Jersey، حائز على جائزة قلادة العلوم الوطنية الأمريكية (2010).

## وصلات خارجية
- الموقع الرسمي لجائزة قلادة العلوم الوطنية الأمريكية